# Valders (Wisconsin)
Valders es una villa ubicada en el condado de Manitowoc en el estado estadounidense de Wisconsin. En el Censo de 2010 tenía una población de 962 habitantes y una densidad poblacional de 253,02 personas por km².

## Geografía
Valders se encuentra ubicada en las coordenadas 44°4′8″N 87°53′8″O / 44.06889, -87.88556. Según la Oficina del Censo de los Estados Unidos, Valders tiene una superficie total de 3.8 km², de la cual 3.79 km² corresponden a tierra firme y (0.2%) 0.01 km² es agua.

## Demografía
Según el censo de 2010, había 962 personas residiendo en Valders. La densidad de población era de 253,02 hab./km². De los 962 habitantes, Valders estaba compuesto por el 97.19% blancos, el 0% eran afroamericanos, el 0.1% eran amerindios, el 0% eran asiáticos, el 0% eran isleños del Pacífico, el 1.25% eran de otras razas y el 1.46% pertenecían a dos o más razas. Del total de la población el 6.34% eran hispanos o latinos de cualquier raza.